# Siergiej Protopopow
Siergiej Nikołajewicz Protopopow, ros. Сергей Николайевич Протопопов (ur. w 1923 r. we Francji, zm. 29 kwietnia 1945 r. w Berlinie) – rosyjski emigrant, wojskowy Legionu Ochotników Francuskich przeciw Bolszewizmowi, a następnie 33 Dywizji Grenadierów SS podczas II wojny światowej.
W okresie międzywojennym mieszkał we Francji. W[1943 r. ochotniczo wstąpił do Legionu Ochotników Francuskich przeciw Bolszewizmowi (LVF). Po przeszkoleniu w szkole wojskowej Montargis służył podoficerem jako ordynans dowódcy 4 Kompanii. We wrześniu 1944 r. na bazie Legionu sformowano Francuską Brygadę Szturmową SS. W grudniu tego roku S.N. Protopopow ukończył szkołę oficerską SS w Kienschlag. Od pocz. 1945 r. w stopniu Waffen-Standarten-OberJunker der SS służył w 33 Dywizji Grenadierów SS „Charlemagne” na Pomorzu, gdzie Francuzi ponieśli bardzo duże straty. Na pocz. kwietnia tego roku S.N. Protopopow wraz z grupą ok. 300 żołnierzy francuskich zgłosił się do obrony Berlina. Sformowany z ochotników batalion szturmowy pod koniec kwietnia miał przedostać się do oblężonej przez Armię Czerwoną stolicy Niemiec. Od 26 kwietnia Francuzi brali udział w ciężkich walkach miejskich. Następnego dnia S.N. Protopopow unieszkodliwił 5 sowieckich czołgów, a także zestrzelił ręcznym karabinem maszynowym MG 42 samolot zwiadowczy. 29 kwietnia zginął podczas ostrzału moździerzowego placu Gendarmenmarkt. Pośmiertnie został odznaczony Żelaznym Krzyżem 1 klasy.